# Pravokúmskoie (Levokúmskoie)
|  | Per a altres significats, vegeu «Pravokúmskoie». |

Pravokúmskoie (en rus: Правокумское) és un poble del krai de Stàvropol, a Rússia, que el 2019 tenia 4.179 habitants. Pertany al districte rural de Levokúmskoie.